# 中共天津地委旧址
中共天津地委旧址是中国共产党在天津的第一个领导机关—中共天津地方执行委员会所在地。位于当时的天津法租界窦总领事路（今和平区长春道普爱里21号），建筑目前为天津市文物保护单位。现已拆除。

## 历史
该建筑原为为中共天津地委负责人江著元的居所。1924年7月，于方舟、江浩（即江著元）、李锡九等人在此建立中共天津市地方执行委员会。

## 中共天津建党纪念馆
1961年，天津市人民政府在此建立"中共天津建党纪念馆"。1998年，普爱里拆迁，纪念馆移址至和平区山西路98号并建设新的中共天津历史纪念馆。
　　